# Tenna
Tenna település Olaszországban, Trento megyében. Lakosainak száma 1060 fő (2023. január 1.). Tenna Caldonazzo, Levico Terme és Pergine Valsugana községekkel határos.

## Népesség
A település népességének változása:
| Lakosok száma | 995  | 996  | 1060 |
|               | 2017 | 2018 | 2023 |